# Beiarn
Gmina Beiarn (norw. Beiarn kommune) – norweska gmina leżąca w regionie Nordland. Jej siedzibą jest miasto Moldjord.
Beiarn jest 80. norweską gminą pod względem powierzchni.

## Demografia
Według danych z roku 2005 gminę zamieszkuje 1165 osób. Gęstość zaludnienia wynosi 0,95 os./km². Pod względem zaludnienia Beiarn zajmuje 393. miejsce wśród norweskich gmin.
| ludność stan na 1 stycznia 2005 |         |           |       |
|                                 | kobiety | mężczyźni | razem |
| osób                            | 602     | 563       | 1165  |
| %                               | 51,67%  | 48,33%    | 100%  |

| wykształcenie stan na 1 października 2004 |            |         |        |          |
|                                           | podstawowe | średnie | wyższe | nieznane |
| osób                                      | 417        | 478     | 93     | 4        |
| %                                         | 42,04%     | 48,19%  | 9,38%  | 0,4%     |

## Edukacja
Według danych z 1 października 2004:
- liczba szkół podstawowych (norw. grunnskolar): 2
- liczba uczniów szkół podst.: 128

## Władze gminy
Według danych na rok 2011 administratorem gminy (norw. rådmann) jest Tove Bergmann, natomiast burmistrzem (norw. ordfører, d. borgermester) jest Frigg Ottar Os.